# Annam
|  | Per a altres significats, vegeu «Annam (desambiguació)». |

Annam (en vietnamita: An Nam) va ser un protectorat francès que abasta la regió central del Vietnam. Els vietnamites van ser anomenats posteriorment com anamites. Els escriptors nacionalistes van adoptar la paraula Vietnam a la fi dels anys 1920. El públic en general adoptà la paraula Vietnam durant la revolució d'agost de 1945. Des de llavors, la paraula Annam ha estat considerada com a degradant.
La regió va ser capturada pels francesos el 1874 i va passar a formar part de la Indoxina francesa el 1887. Dues regions vietnamites, Cotxinxina (Nam Kỳ) al sud i Tonkin (Bắc Kỳ) al nord, eren també unitats de la Indoxina francesa. La regió disposava d'un sistema dual d'administració francesa i vietnamita. La dinastia Nguyen encara va governar nominalment Annam, amb un emperador titella amb residint a Hue. El 1949, el protectorat es va fusionar a l'estat de nova creació del Vietnam. La regió va ser dividida entre el comunista Vietnam del Nord i anticomunista del Vietnam del Sud sota els termes de la Conferència de Ginebra de 1954.
Annam significa «sud pacificat» a les relacions sino-vietnamites, el topònim deriva del xinès An Nan (安南, en pinyin: Annan). En la història del Vietnam, la designació és una de les diverses donades pels xinesos per a Tonkin, el territori central de l'actual Vietnam que envolta la ciutat de Hanoi, que va incloure a terra des del Golf de Tonkin a les muntanyes que envolten la plana del riu Roig.
El nom també s'ha aplicat a la serralada anamita (la Chaîne Annamitique), una serralada de 1.100 quilòmetres, amb una alçada que arriba fins a 2958 msnm que separa Vietnam i Laos.

## Història

Mapa del Vietnam que mostra la conquesta del Sud durant nou segles

En 1428, un general vietnamita anomenat Lê Lợi va fundar una dinastia independent al Vietnam, que va durar fins al final del segle xviii. Durant la major part d'aquest període, els sobirans titulars eren titelles, estant en poder reial en mans de la família Trịnh en Tongkin i el dels Nguyễn a la part sud del país, que el 1568 va esdevenir un principat independent amb el nom de Cotxinxina.
Cap al final del segle xviii una rebel·lió va derrocar els Nguyễn, però un dels seus membres, l'emperador Gia Long, amb l'ajuda d'una força francesa, el 1801 va adquirir domini sobre la totalitat de l'actual Vietnam (Annam, Cotxinxina i Tonking). Aquesta força es va adquirir per a ell per Pigneau de Béhaine, bisbe titular d'Adran, que veia en l'estatut polític d'Annam un mitjà d'establir la influència francesa a Indoxina i contrarestar el poder anglès a l'Índia. Abans d'això, el 1787, Gia Long, havia conclòs un tractat amb Lluís XVI, el qual, a canvi d'una promesa d'ajuda va cedir Da Nang i Pulo Condore (Côn Sơn) als francesos. Aquest tractat marca el començament de la influència francesa a Indoxina.
Els francesos van establir una oficina de representació diplomàtica a Huế a partir de mitjans de 1875. L'abril de 1876 (28è any del regnat de Tu Duc), es va iniciar la construcció de la seu de l'edifici del representant diplomàtic, que es va acabar el juliol de 1878. Personal El cap s'anomenà Chargé d'Affaires ("Encarregat d'Afers")
Després del Tractat d'Harmand signat el 25 d'agost de 1883, el nom del representant diplomàtic a Huế es va canviar a Résident, que actuaria en nom del protectorat francès d'Annam. L'any 1885, el govern francès va establir el Résident général de l'Annam et du Tonkin, també conegut com a "ambaixador general", que actuaria en nom del govern francès per presidir tots els afers exteriors de la cort vietnamita.
Durant la Guerra Sinofrancesa (1884-1885), l'extrem nord del Vietnam, el Tonkin (llavors considerat com un punt de suport fonamental al sud-est asiàtic i la clau per al mercat xinès) va ser envaïda pels francesos. Després del Tractat de Tianjin tot Vietnam va quedar governat pels francesos. Annam i Tonkin van formar originalment una entitat única, la Residència Superior d'Annam i Tonkin.
El 3 de juny de 1886, l'emperador Nguyễn Đồng Khánh va delegar tots els seus poders al Tonkin a un Luoc Kinh Do (equivalent a virrei), que actuava sota supervisió francesa.
El 9 de maig de 1889, la Residència Superior d'Annam i Tonkin va ser abolida, i Annam i Tonkin quedaren separats en dues diferents residències superiors, cadascuna subordinada al governador general de la Indoxina francesa.
El 26 de juliol de 1897, el governador-general Paul Doumer va forçar l'emperador Thành Thái a abolir el càrrec de Kinh Do Luoc. Tot i que la dinastia Nguyen va seguir regnant nominalment a Tonkin (a més d'Annam), el territori va quedar de facto sota el govern francès directe.

## Llista de diplomàtics francesos a Annam[4]

### Encarregat d'afers francès (a Hué)
- 30 Juliol de 1875 - 13 de desembre de 1876 Pierre Paul Rheinart (provisional)
- 14 de desembre de 1876 - 3 de juliol de 1879 Paul Louis Félix Philastre
- 3 de juliol de 1879 - 5 d'octubre de 1880 Pierre Paul Rheinart (segona vegada)
- 6 d'octubre de 1880 - 17 d'agost de 1881 Louis Eugène Palasme de Champeaux
- 18 d'agost de 1881 - 28 de març de 1883 Pierre Paul Rheinart (tercera vegada)
- 23 de juliol de 1883 - 24 de desembre de 1885 François Jules Harmand (comissionat-general)

### Residents-generals (a Hué)
- 11 de juny 1884 - 1 d'octubre de 1884 Pierre Paul Rheinart (provisional)
- 1 d'octubre de 1884 - 31 de maig de 1885 Victor Gabriel Lemaire
- 31 de maig de 1885 - 31 de gener de 1886 Philippe Marie André Roussel de Courcy
- 31 de gener de 1886 - 8 d'abril de 1886 Charles Auguste Louis Warnet (interí)
- 8 d'abril de 1886 - 11 de novembre de 1886 Paul Bert
- 11 de novembre de 1886 - 28 de gener de 1887 Paulin François Alexandre Vial (interí)
- 29 de gener de 1887 - 17 de novembre de 1887 Paul Louis Georges Bihourd
- 17 de novembre de 1887 - 25 de juny de 1888 Raoul Berger (interí)
- 25 de juny de 1888 - 8 de setembre de 1888 Eusèbe Irénée Parreau (interí)
- 8 de setembre de 1888 - 29 de maig de 1889 Pierre Paul Rheinhart (segona vegada)
- 29 de maig de 1889 Eusèbe Irénée Parreau (segona vegada) (interí)

## Geografia
Annam comprenia una franja sinuosa territori que mesurava entre 750 i 800 milles (1.300 km) de longitud, amb una superfície aproximada de 130.000 km². Tenia un sòl ric i ben irrigat que produeix cultius tropicals, i era rica en minerals.
El país consistia essencialment en una sèrie d'altiplans i muntanyes boscoses, que van de nord a sud i davallant a la costa a una estreta franja de planes que varien entre 12 i 50 milles (80 km) d'amplària. Les muntanyes estan tallades transversalment per curtes estretes valls, per on els rius discorren, la majoria dels quals estan secs a l'estiu i torrencials a l'hivern. El Song Ma i el Song Ca al nord, i el Song Ba, Don Nai i Se Bang Khan al sud, són els únics rius a la regió. El port principal és Tourane que ofereix la badia de Tourane (també conegut com a Da Nang) al centre de la costa. Al sud d'aquest punt, les corbes de la costa cap a l'exterior i es trenca amb penínsules i puntes, al nord, és còncava i confinada en molts llocs de dunes i llacunes.

## Clima
En Annam, la temporada de pluges comença al setembre i dura tres o quatre mesos, el que correspon amb el monsó del nord-est i també amb un període de tifons. Durant les pluges la temperatura varia de 15 a 24 °C. Juny, juliol i agost són els mesos més calorosos, el termòmetre sol arribar a 30 °C o més, encara que la calor del dia és, en certa manera compensada per la frescor de les nits. El monsó del sud-oest, que porta la pluja a Cotxinxina coincideix amb la temporada seca en Annam, sent probablement la raó per la qual les muntanyes i els altiplans alt que separen els dos països mantenen la precipitació.

## Economia

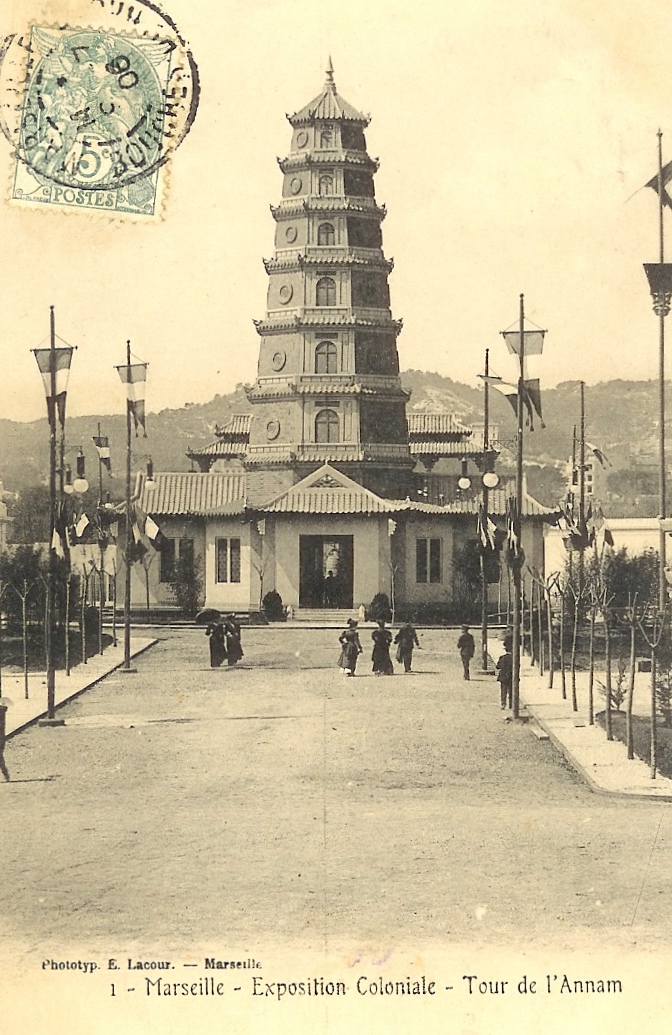
Postal de la Torre Annam, construïda a Marsella per l'Exposició Colonial de 1906.

Durant el període francès hi havia poca indústria. L'economia era de base agrícola, com el conreu de l'arròs, que creix principalment en els deltes petits al llarg de la costa i en alguns districtes dona dues collites a l'any. Així mateix la pesca, la salaó del peix i la preparació de nước mắm, una típica salsa de peix vietnamita.
La filatura i la teixidura de la seda es van dur a terme pel que l'Enciclopèdia Britànica el 1911 anomenat "línies antiquades ... es crien cucs de seda d'una manera inconnexa". Altres cultius són el te, el tabac, el cotó, la canyella, les fustes nobles i el cautxú. El cafè, el pebre, la canya de sucre i el jute també es conreen en un menor grau. Les exportacions compostes del te, la seda crua i petites quantitats de cotó, arròs i canya de sucre. Les importacions inclouen arròs, productes de ferro, farina, vi, l'opi i els productes de cotó. Hi havia mines de carbó a Nong Son, prop de Da Nang, i així com la mineria d'or, plata, plom, ferro i altres metalls presents a les muntanyes. El comerç, era controlat pels xinesos, i es duia a terme principalment al mar, amb els ports principals de Da Nang i Qui Nhơn, oberts al comerç europeu.

## Administració
Annam era governat en teoria pel seu emperador, assistit pel "Comat" o consell secret, integrada pels caps dels sis departaments dels ministeris de l'interior, les finances, la guerra, el ritual, la justícia i les obres públiques, que van ser nomenats per l'emperador. El resident superior, estacionats a Hue, hi havia el representant de França i el virtual governant del país. Ell presidia un consell (Consell de Protectorat), integrat pels caps dels serveis francesos a Annam, juntament amb dos membres de la "Comat", el cos deliberava sobre qüestions de fiscalitat que afectaven al pressupost d'Annam i en obres públiques locals. Un governador nadiu (Tong Doc o Tuan Phu), assistit per personal nadiu, administrava cadascuna de les províncies en què es dividia el país, i funcionaris locals de menor rang governaven les àrees en què aquestes províncies foren subdividides. Els governadors seguien les seves ordres del govern imperial, però estaven amb el mirada dels residents francesos.
El tribunal nomenava funcionaris locals, però el resident superior tenia el poder d'anul·lar un nomenament. La classe mandarinat o funcionari era reclutada de totes les files del poble per concurs. A la província de Tourane (Da Nang), un tribunal francès exercia la jurisdicció única, però administrava la llei nativa quan implicava nadius. Fora d'aquest territori els tribunals nadius van sobreviure.